# Riccardo di Lauria
Ricardo di Lauria (mort el 26 de febrer de 1266) fou un noble italià, pare de l'almirall Roger de Llúria.

## Biografia
Va ser senyor de Lauria des del 1254 i de Scalea des de 1266, i també va tenir càrrecs a Basilicata (des de 1239) i a Calàbria. Es va casar amb Bella Amico, esdevenint així baró de Ficarra.
La seva germana es va casar amb Corrado I Lancia, oncle del rei Manfred de Sicília. Sota aquest darrer, Ricardo fou Gran Justicier i Capità de Guerra de Bari.
Ricard va morir lluitant al costat de Manfred a la Batalla de Benevent, el 1266.